# Liste der Werke von Ulrich Klever
In dieser Liste werden die Werke des Autors Ulrich Klever aufgelistet.
- Bergmann des Ackers. Die wundersame Geschichte vom Regenwurm. Murnau und München: Verlag Lux o. J. (1951) (= Lux-Lesebogen. 102.)
- Der Hundeknigge. München: List 1954. (= List-Bücher. 35.)
- Schallplattenbrevier. Ein kleines Handbuch für Plattensammler. Frankfurt am Main: Ullstein 1958 (= Ullstein-Bücher. 203.) (Zusammen mit Walter Haas.)
- Die Stimme seines Herrn. Eine Geschichte der Schallplatte. Frankfurt am Main: Ullstein 1959 (= Ullstein-Bücher. 246.) (Zusammen mit Walter Haas.)
- Knaurs Hundebuch. Das Hausbuch für den Hundefreund. München und Zürich: Droemer/Knaur 1959.
- Keysers Hundebrevier. Heidelberg und München: Keyser 1960.
- Bestseller aus Topf und Pfanne oder Eine Stunde Zeit zum Kochen. Reinbek: Rowohlt 1965 (= rororo. 711.)
- Kochen ist ein Kinderspiel. Reinbek: Rowohlt 1966. (= rororo. 823.)
- Die clevere Schnaps-Postille. Reinbek: Rowohlt 1966. (= rororo. 890.)
- Kochen, mein Snobby. Reinbek: Rowohlt 1967. (= rororo. 6401.)
- Hieronymus Basset. Ansichten eines einzelnen Hundes. Bern: Benteli 1968. (= Ein Benteli-Silberbuch.)
- Das Steakbuch. München: Gräfe und Unzer o.J (1968) (4. Aufl. 1970: ISBN 3-7742-3210-5)
- Die Sternküche. Mit Klever macht das Kochen Spaß. Reinbek: Rowohlt 1968. (= rororo. 6409.)
- Von der Maß bis an die Molle. Das Buch der Biere. Hamburg: Wegner 1968.
- Eisbein, Eisbein über alles. Die gute deutsche Küche. Reinbek: Rowohlt 1969 (= rororo. 6406.)
- Das Gästeverwöhnbuch. Kulinarische Programme für 47 Situationen mit mancherlei Snob-Rezepten und einem Anhang nur für Erwachsene. München: Gräfe und Unzer 1970. ISBN 3-7742-3214-8.
- Feinschmeckers Grillbuch. Rat und Rezepte zu jedem Grill. München: Gräfe und Unzer o. J. (1971) ISBN 3-7742-3215-6.
- Alles, was schlank macht. Das Mini-Kalorien-Kochbuch zum Abnehmen und Gesundbleiben. München : Gräfe und Unzer o. J. (1971) ISBN 3-7742-3217-2.
- Dein Hund, das unverstandene Wesen. Stuttgart: Belser 1972. ISBN 3-7630-1301-6.
- Die Eiweiß-Plus-Diät: Fit und schlank nach Maß. München: Gräfe und Unzer 1972. ISBN 3-7742-3220-2.
- Kochen für Anfänger(innen). Düsseldorf: Schwann 1972. (= Leseretten. 16.)
- Feinschmeckers Fonduebuch. Rat und Rezepte für alle Fondues der Welt. München: Gräfe und Unzer o. J. (1973) ISBN 3-7742-3227-X.
- Klevers Fleisch-Kochbuch. Der große Küchenratgeber. München: Gräfe und Unzer 1973. ISBN 3-7742-3228-8.
- Klevers Kalorien-Kompass. Tabellen und Tips für alle, die kalorienbewußt leben wollen. Mit dem neuen Kalorien-Tageszähler. München: Gräfe und Unzer 1973. ISBN 3-7742-3225-3.
- Klevers Garantie-Diät. Schlank werden mit Sicherheit. Neue praktische Wochenpläne. München : Gräfe und Unzer o. J. (1974) ISBN 3-7742-3230-X.
- Das neue Buch der Mixgetränke. München: Gräfe und Unzer o. J. (1974) ISBN 3-7742-3236-9.
- Das Römertopf-Saucen-Buch. 230 Soßenrezepte mit ausführlichem Soßenführer "Welche Soße wozu?" und 30-seitigem Spezialteil für energiereduzierte Fertigsaucen. Ransbach-Baumbach: Bay 1974. ISBN 3-87059-095-5.
- Das große Buch der Salate. Alles über die Kunst der Salatküche. Die besten Rezeptideen der Welt in 1001 Variationen. München: Gräfe und Unzer o. J. [1975.] ISBN 3-7742-3237-7.
- Dein Hund, dein Freund. Der praktische Ratgeber zu allen Hundefragen heute. München: Gräfe und Unzer o. J. [1975.] (= GU-Ratgeber.) ISBN 3-7742-3240-7.
- Bruckmann's Handbuch der afrikanischen Kunst. München: Bruckmann 1975. ISBN 3-7654-1134-5.
- Selber Brot backen. Knusprig-frische Brotgenüsse, die jedem gelingen. München: Gräfe und Unzer o. J. [1975. ] ISBN 3-7742-3241-5. (Zusammen mit Eva Klever.)
- Bikini-Diät. Die neue Schnell-Schlank-Methode mit den praktischen EFK-Punkten. München : Gräfe und Unzer o. J. [1976.] (= GU-Ratgeber.) ISBN 3-7742-3243-1.  (Zusammen mit Eva Klever.)
- Gourmet-Brevier. Die Hohe Schule der Feinschmeckerei. Das ganz persönliche Lexikon der Gaumenfreuden. München: Gräfe und Unzer 1976. ISBN 3-7742-3250-4.
- Geheimsprachen der Tiere. Wie man sie versteht, wie man sie erforscht. München: Bertelsmann 1977. ISBN 3-570-02627-2.
- Am Tisch gebrutzelt. Rat und Rezept-Ideen für's Grillen, Braten, Flambieren und für tolle Fondues. München: Gräfe und Unzer o. J. [1977.] ISBN 3-7742-3251-2. (Zusammen mit Katrin Klever.)
- Feinschmeckers Hackfleischbuch. Die besten Rezept-Ideen der Welt. München: Gräfe und Unzer o. J. [1977.] ISBN 3-7742-3254-7.
- Das Weltreich der Türken. Vom Steppenvolk zur modernen Nation. Bayreuth: Hestia 1978. ISBN 3-7770-0171-6.
- Feinschmeckers Steakbuch. Rezepte und Stories rund um das beste Stück vom Ochsen. München: Gräfe und Unzer o. J. [1978.] ISBN 3-7742-3257-1.
- Alte Küchengeräte: Backen und Kochen. München: Heyne 1979. (= Heyne-Bücher. 4616. Antiquitäten.) ISBN 3-453-41290-7.
- Die Salate der Neuen Küche. München: Gräfe und Unzer o. J. [1979.] ISBN 3-7742-3263-6.
- Alles hausgemacht in der Stadt und auf dem Lande. Würste, Sülzen und Terrinen, Eingemachtes, Gepökeltes und Geräuchertes, Essig u. Senf, Käse und Brot, Säfte, Marmeladen, Rumtöpfe und Liköre nach alten und neuen Rezepten selber machen. München: Gräfe und Unzer o. J. [1979.] ISBN 3-7742-3261-X. (Zusammen mit Eva Klever.)
- Unser völlig blauer Planet. Kultur und Sittengeschichte des Alkohols. Wien und München: Meyster 1979. ISBN 3-7057-3103-3.
- Bierdeckel. München: Heyne 1980. (= Heyne-Sammlerbibliothek. 4.) ISBN 3-453-35304-8.
- Hunde. München: Heyne 1980. (= Heyne-Sammlerbibliothek. 5.) ISBN 3-453-35305-6.
- Stöcke. München: Heyne 1980. (= Heyne-Sammlerbibliothek. 9.) ISBN 3-453-35309-9.
- Das große Buch der Fondues. Rat und Rezepte für alle Fondues der Welt. München: Gräfe und Unzer o. J. [1980.] ISBN 3-7742-3273-3. (Zusammen mit Eva Klever.)
- Mit Leib und Seele. München [i.e. Rastatt]: Moewig 1980. (= Playboy-Taschenbuch. 6503. Essen & Trinken.) ISBN 3-8118-6503-X.
- Mit Feuer & Flamme. Kochrezepte mit Wein und Spirituosen. München: Mosaik 1981. ISBN 3-570-08154-0.
- Das große Buch der Schnitzel, Steaks und Koteletts. Spezialitäten von Rind, Kalb, Schwein, Lamm, Wild und Geflügel. Rat und die besten Rezepte der Welt. München : Gräfe und Unzer o. J. [1981.] ISBN 3-7742-3276-8.  (Zusammen mit Eva Klever.)
- Erotica. Originelle erotische Sammelobjekte von Kunst bis Kitsch. Mit einem Beitrag von Hans-Jürgen Döpp. München: Heyne 1981. (= Heyne-Bücher. 4771.) ISBN 3-453-41441-1.
- Das neue Buch der Mixgetränke. Cocktail, Longdrink, Punsch und Co. - mit und ohne Alkohol. Rat und raffinierte Rezepte für Gastgeber von heute. München: Gräfe und Unzer o. J. [1982.] ISBN 3-7742-3236-9.
- Das große Buch vom Brotbacken. Alles über Brot aus dem eigenen Ofen. Mit den 160 besten Rezepten der Welt. München: Gräfe und Unzer o. J. [1983.] ISBN 3-7742-3282-2. (Zusammen mit Eva Klever.)
- Spazierstöcke. Zierde, Werkzeug u. Symbol. München: Callwey 1984. ISBN 3-7667-0707-8.
- Die besten Fondue-Rezepte fürs Eßvergnügen in geselliger Runde. Mit praktischem Rat und Tips zu allen Geräten. München: Gräfe und Unzer 1984. ISBN 3-7742-3281-4. (Zusammen mit Eva Klever.)
- Knaurs großes Katzenbuch. Die wunderbare Welt der Seidenpfoten. München: Droemer Knaur 1985. ISBN 3-426-26132-4.
- Alles, was schlank macht. Das GU-Erfolgsbuch. Rat und Rezepte zum Abnehmen und Schlankbleiben. München: Gräfe und Unzer 1986. ISBN 3-7742-3291-1.
- Mixgetränke mit und ohne Alkohol. Original-Rezepte - klassisch und modern. München: Gräfe und Unzer 1986. ISBN 3-7742-3296-2.
- Verlockende Hackfleisch-Spezialitäten. Von Berliner Buletten bis Fleischstrudel nach Wiener Art. Dazu Tips aus praktischer Erfahrung. München: Gräfe und Unzer 1987. ISBN 3-7742-3303-9.
- Hunde. Experten-Rat für die Hundehaltung mit Herz und Verstand. München: Gräfe und Unzer 1988. (= Der grosse GU-Ratgeber.) ISBN 3-7742-3330-6.
- Das Reisbuch. Mit 150 Rezepten. München: Mosaik 1988. ISBN 3-570-06179-5.
- Praliné en vogue. München: Mosaik 1988. ISBN 3-570-05659-7.
- Hunde. Die beliebtesten Hunderassen der Welt - kennenlernen leicht gemacht. Mit Tips für die Haltung. München : Gräfe und Unzer 1989. (= GU-Kompass.) ISBN 3-7742-3344-6. (Zusammen mit Monika Wegler.)
- Stefulas Paradiese: das Malerehepaar Gyorgy und Dorothea Stefula / mit e. Einf. von Ulrich Klever (Mitarbeit). München: Prestel 1989. ISBN 3-7913-1014-3.
- Knaurs Kreuzfahrtführer. München: Droemer Knaur 1990. ISBN 3-426-26450-1.
- Mineralwasser en vogue. München: Mosaik 1990. ISBN 3-570-07245-2.
- Ulrich Klevers Katzenratgeber. Alles, was sie über Verhalten, Pflege, Sprache, Mythos und Gesundheit ihrer Katze wissen sollten. München: Hahn 1990. (= Ein Journal-für-die-Frau-Buch.) ISBN 3-87287-374-1.